# Liste der Monuments historiques in Magstatt-le-Bas
Die Liste der Monuments historiques in Magstatt-le-Bas führt die Monuments historiques in der französischen Gemeinde Magstatt-le-Bas auf.

## Liste der Objekte
| Bezeichnung                        | Beschreibung | Standort                       | Kennzeichnung | Schutzstatus | Datum | Bild |
| ---------------------------------- | --- | ------------------------------ | ------------- | ------------ | ----- | ---- |
| Vier gotische Heiligenskulpturen   | Holz, farbig gefasst, Ende des 16. Jahrhunderts                                                                             | in der Kirche St-Michel (Lage) | PM68001524    | Classé       | 1995  |      |
| Votivbild Pietà                    | Ölfarbe auf Leinwand, 17. Jahrhundert                                                                                       | in der Kirche St-Michel (Lage) | PM68001529    | Inscrit      | 1995  |      |
| Gemälde Leben des heiligen Blasius | Ölfarbe auf Holz, 17. oder 18. Jahrhundert                                                                                  | in der Kirche St-Michel (Lage) | PM68001528    | Inscrit      | 1995  |      |
| Nothelferaltar                     | Seitenaltar; Altartisch, Retabel und drei Gemälde; Holz, farbig gefasst, sowie Ölfarbe auf Leinwand, zwischen 1620 und 1630 | in der Kirche St-Michel (Lage) | PM68000230    | Classé       | 1988  |      |
| Sakramentsschrank                  | Sandstein, 1430 | in der Kirche St-Michel (Lage) | PM68001523    | Inscrit      | 1995  |      |
| Zwei Engelsskulpturen              | Holz, 17. Jahrhundert | in der Kirche St-Michel (Lage) | PM68001525    | Inscrit      | 1995  |      |
| Skulptur Heiliger Ägidius          | Holz, 17. oder 18. Jahrhundert                                                                                              | in der Kirche St-Michel (Lage) | PM68001526    | Inscrit      | 1995  |      |
| Zwei Büsten von Heiligen           | Holz, erste Hälfte des 17. Jahrhunderts                                                                                     | in der Kirche St-Michel (Lage) | PM68001527    | Inscrit      | 1995  |      |